# Егвард
Егва́рд (арм. Եղվարդ) — город в Армении в Котайкской области. Расположен у подножья горы Ара на обширной террасе среди фруктовых садов, виноградников и полей; в 14 км к северо-востоку от Аштарака и в 19 км от Еревана.

## История
Впервые упоминается в 574 году в связи с избранием католикоса Мовсеса II Егвардского (574—604), затем — в 603 году в связи с освободительной борьбой армян против Сасанидского господства. Близ Егварда произошло 3 крупных сражения. Из них первое связано с легендарным сражением между армянским царем Ара Прекрасным и Семирамидой.
Второе произошло в 603 году между царем Покасом и персами, а третье — в 1735 году между Надир-шахом и османами. Административно Егвард входил в состав гавара Арагацотн области Айрарат Великой Армении, впоследствии — в Эчмиадзинский гавар. Согласно письменным источникам, в начале XIV века Егвард находился в разрушенном состоянии, его восстановили ишхан Азизбек и его жена Вахах, построив в том числе церковь Аствацацин и восстановив канал. В советское время Егвард был центром Наирийского района Армянской ССР.
В Егварде Сильва Капутикян написала книгу «Меридианы карты и души».

## Архитектура

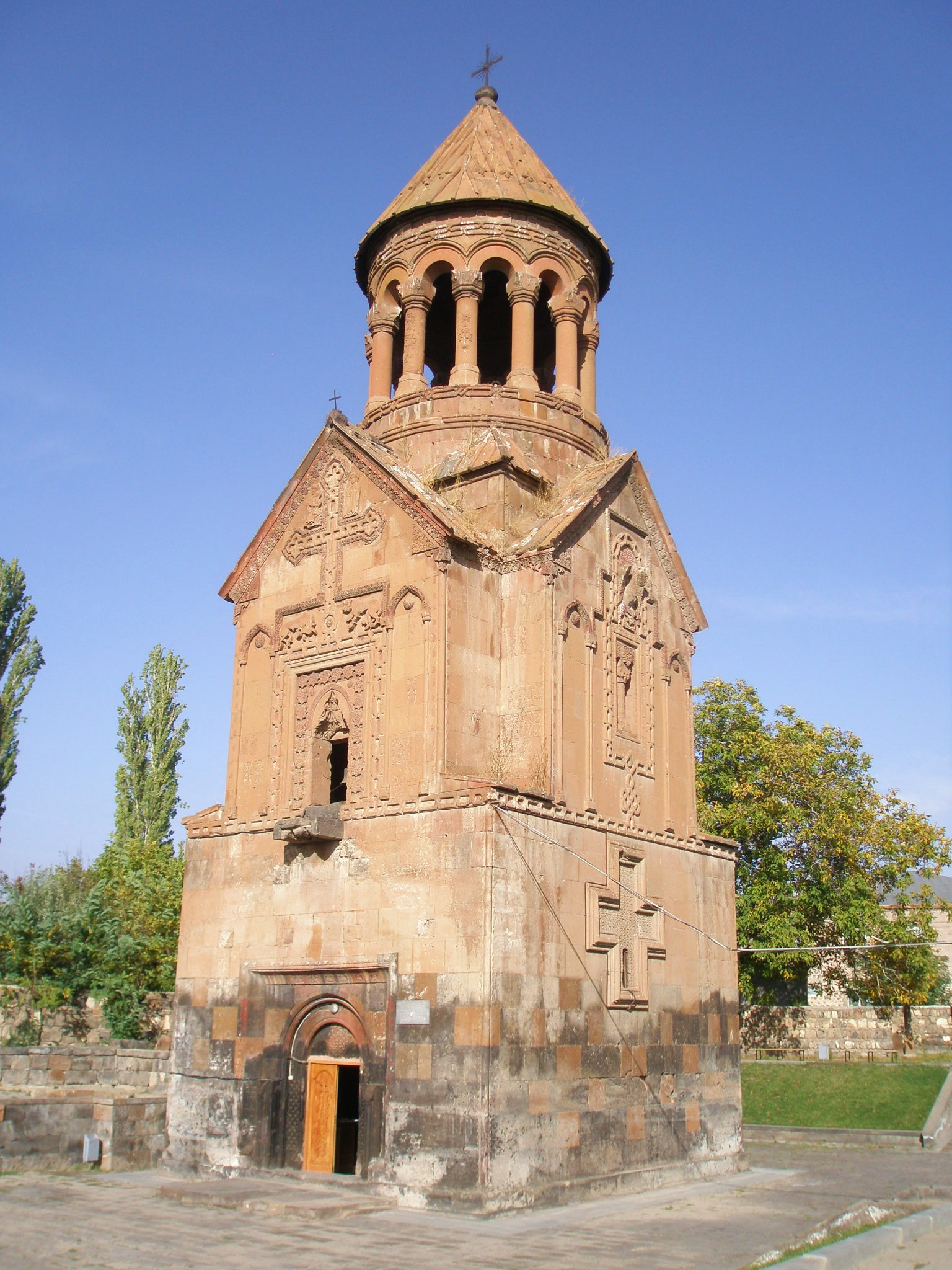
Церковь св. Аствацацин (Богородицы), 1301 год

Егвард известен своими историческими памятниками. Из них наиболее значима базилика V века. Нижняя часть её стен сохранилась до сих пор. Построена из высеченного туфа. На стенах сохранились надписи 660 года.
В 3 км от города находится полуразрушенная двухъярусная церковь Зоравар середины VII века. Согласно историкам, она была возведена армянским князем Григором Мамиконяном. Сохранилась только северная часть здания. Нижний ярус имеет 8 больших треугольных выступов — апсид, верхний ярус — снаружи многогранный, изнутри имеет цилиндрическую форму. Отделка церкви, различные геометрические мотивы и мотивы с животными, красиво обработанные карнизы придают небольшому по размерам зданию монументальный вид.

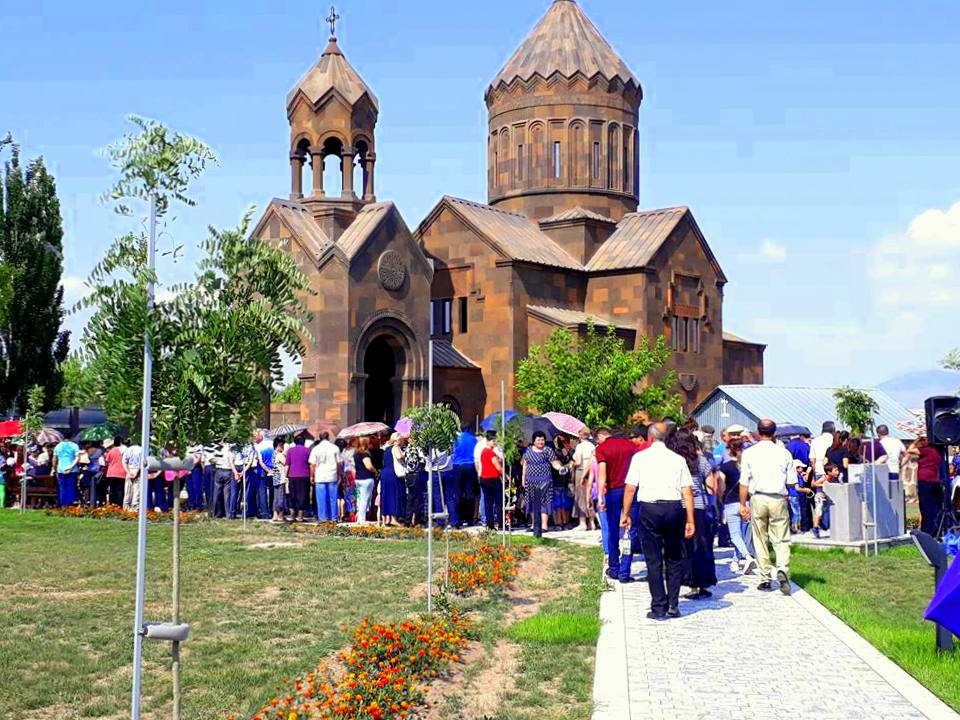
Церковь Святого Саркиса

В центре Егварда находится двухэтажная церковь-усыпальница Аствацацин, построенная в 1301. На первом этаже, квадратном в плане, находится усыпальница. Второй этаж в плане почти крестообразный, здесь находится поминальный храм. Каменные консольные ступени сделаны только у входа на второй этаж — к ним приставлялась деревянная лестница. Купол церкви конусообразный, поддерживается 12-ю колоннами. Стены церкви выделяются исключительным богатством декоративной отделки. Церковь Аствацацин — одна из хорошо сохранившихся церквей эпохи Средневековья в Армении.
Дома в городе многоэтажные, каменные, городского типа, бо́льшая часть — из чёрного туфа.

## Население
Население Егварда в 1831 составляло 279 человек, в 1897 — 2144, в 1926 — 2865, в 1939 — 3021, в 1959 — 3940, в 1970 — 5398, в 1974 — 6050. По данным на 2006 год население города составило 10 656 человек.
| Год  | Численность | Численность |
| ---- | ----------- | ----------- |
| 2006 | 10 656      |             |

Здесь родились католикосы Мовсес II (574—604) и Маштоц I (897—898), основавший Севанский монастырь и являющийся прототипом главного героя драмы Левона Шанта «Старые боги».

## Галерея

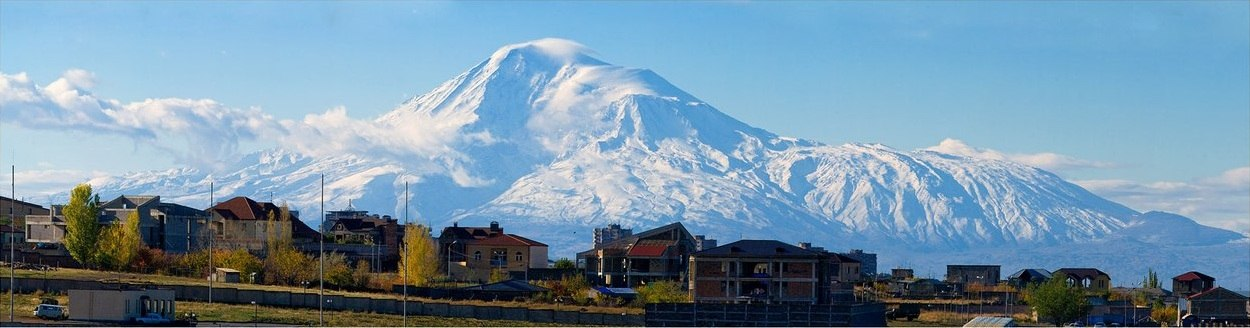
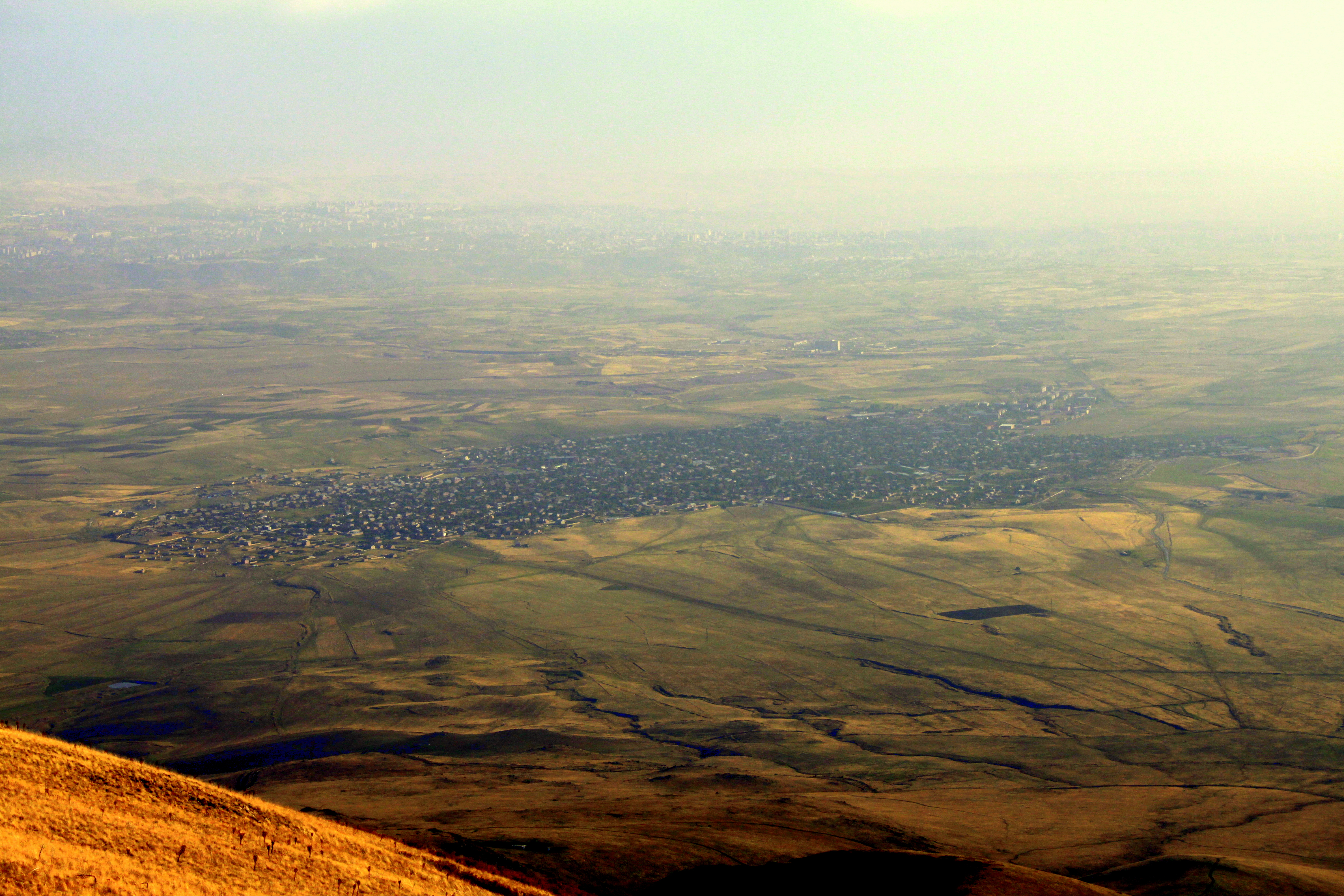
Руины церкви Зоравар
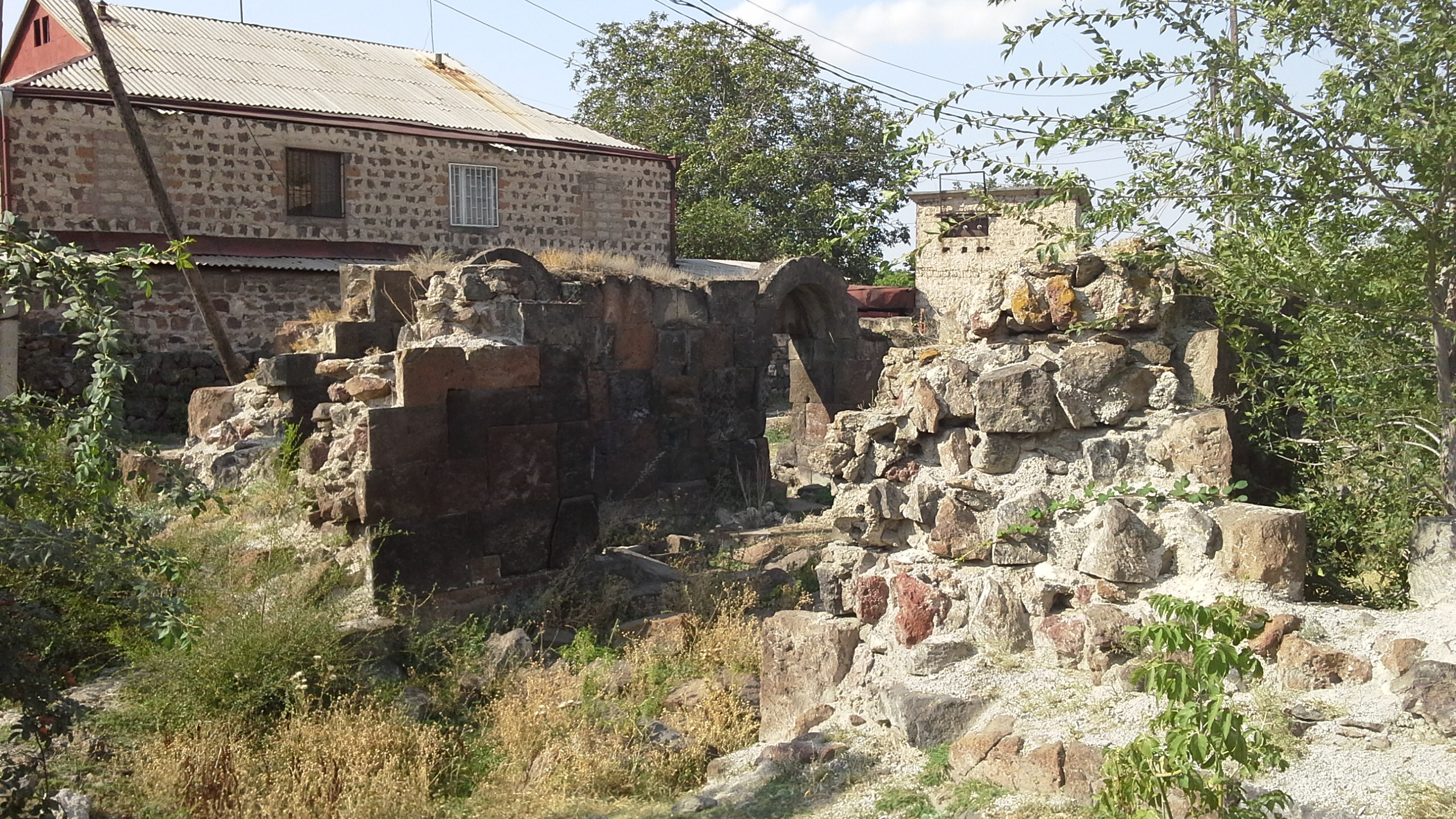
Руины церкви
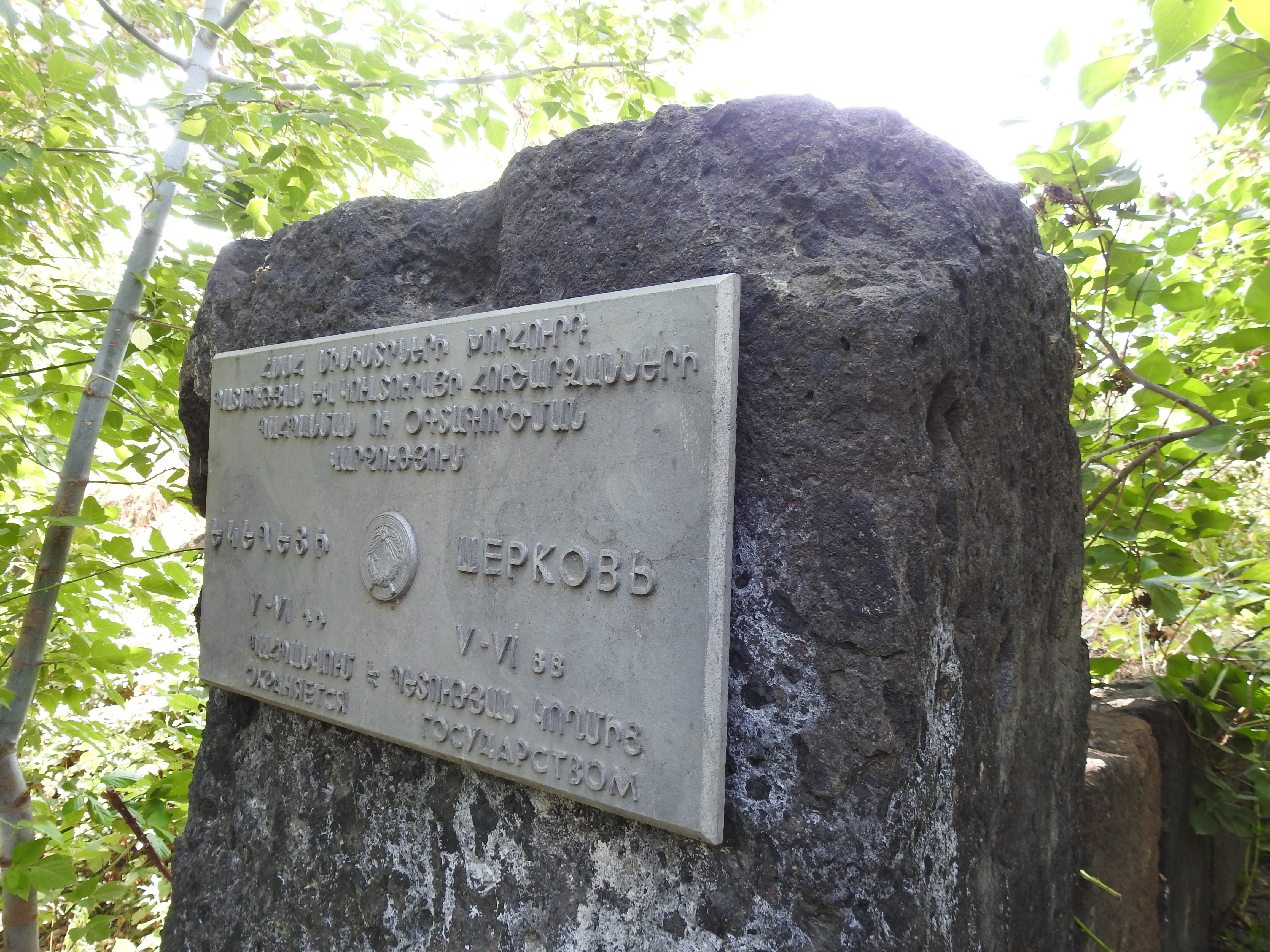
Руины церкви
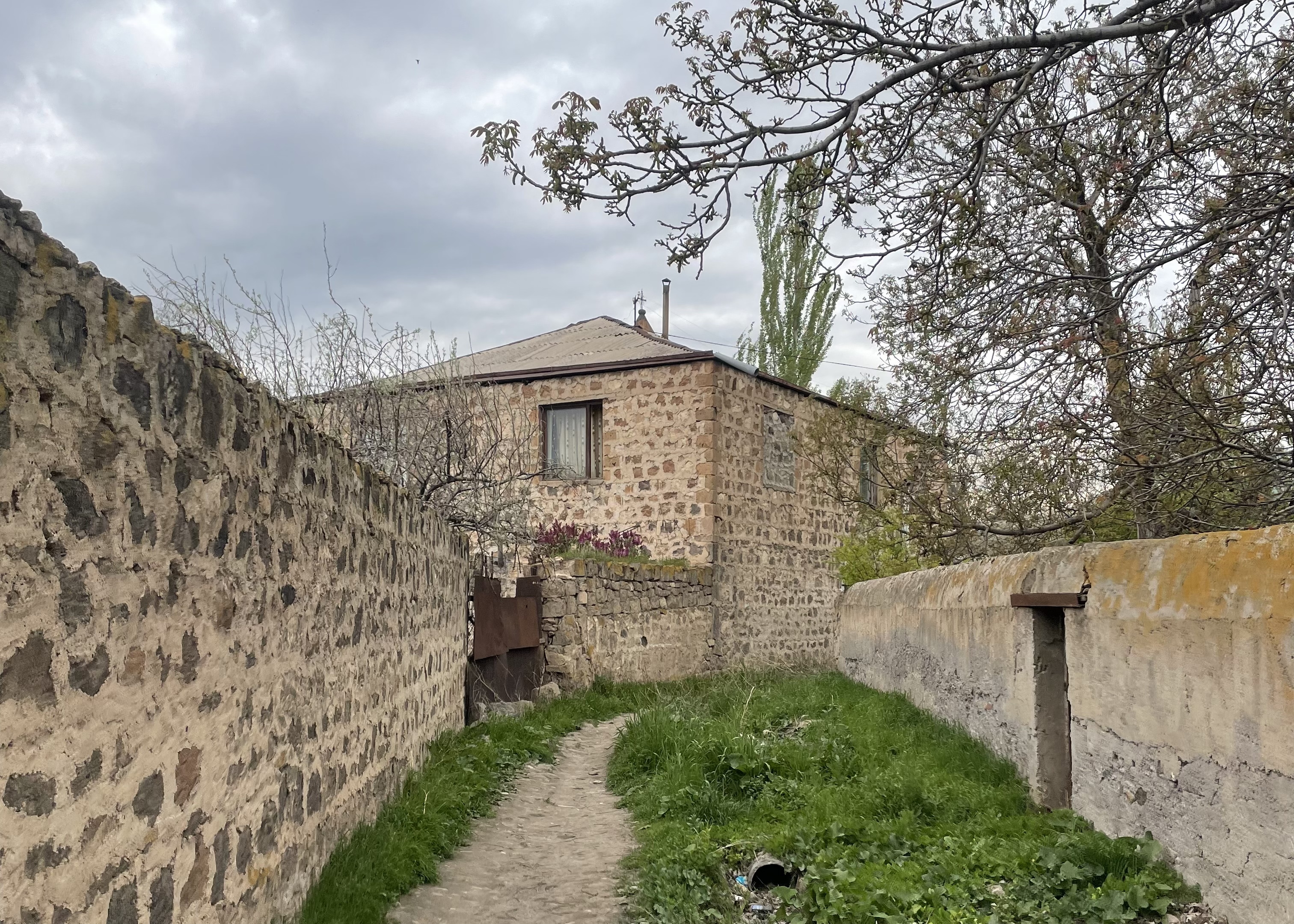
Переулок в центре Егварда